# دکلان لونی
دکلان لونی (انگلیسی: Declan Lowney؛ زادهٔ ۱۹۶۰ میلادی) کارگردان فیلم، کارگردان تلویزیونی، و تهیه‌کننده تلویزیونی اهل جمهوری ایرلند است. وی از سال ۱۹۸۰ میلادی تاکنون مشغول فعالیت بوده‌است.
از فیلم‌ها یا مجموعه‌های تلویزیونی که وی در آن‌ها نقش داشته‌است، می‌توان به کشتی خدایان و ادی عقاب اشاره نمود.